# Gare de Lugny
La gare de Lugny est une gare ferroviaire française (fermée) de la ligne de La Plaine à Hirson et Anor (frontière), située sur le territoire de la commune de Lugny dans le département de l'Aisne en région Hauts-de-France.
C'était une halte ferroviaire de la Société nationale des chemins de fer français (SNCF), sa desserte est assurée par un service de Taxi TER Picardie.

## Situation ferroviaire
Établie à 97 m d'altitude, l'ancienne halte de Lugny est située au point kilométrique (PK) 168,282 de la ligne de La Plaine à Hirson et Anor (frontière), entre les gares ouvertes de Marle-sur-Serre et de Vervins.

## Service des voyageurs

### Desserte
Gare fermée au trafic ferroviaire des voyageurs.

### Intermodalité
Un service de Taxi TER permet de rejoindre la gare ouverte la plus proche.